# Petra Mayer (Musikerin)
Petra Mayer (* 1990) ist eine österreichische volkstümliche Musikerin aus Kärnten.
2014 nahm sie an der Castingshow Die große Chance teil und belegte dort Platz zwei. Im selben Jahr veröffentlichte sie mehrere EPs sowie zum Jahresende ihr Album Schean is des Leben. Es stieg in die Top 10 der österreichischen Charts ein. Bei der Amadeus-Verleihung 2015 war sie in der Kategorie Künstlerin des Jahres nominiert.

## Diskografie

### Singles
- 2014: Schean is des Leben, Ariola
- 2014: Ziag aus die Schuach
- 2014: Wir san nit alloa

### Alben
- 2014: Schean is des Leben